# 孫石熙

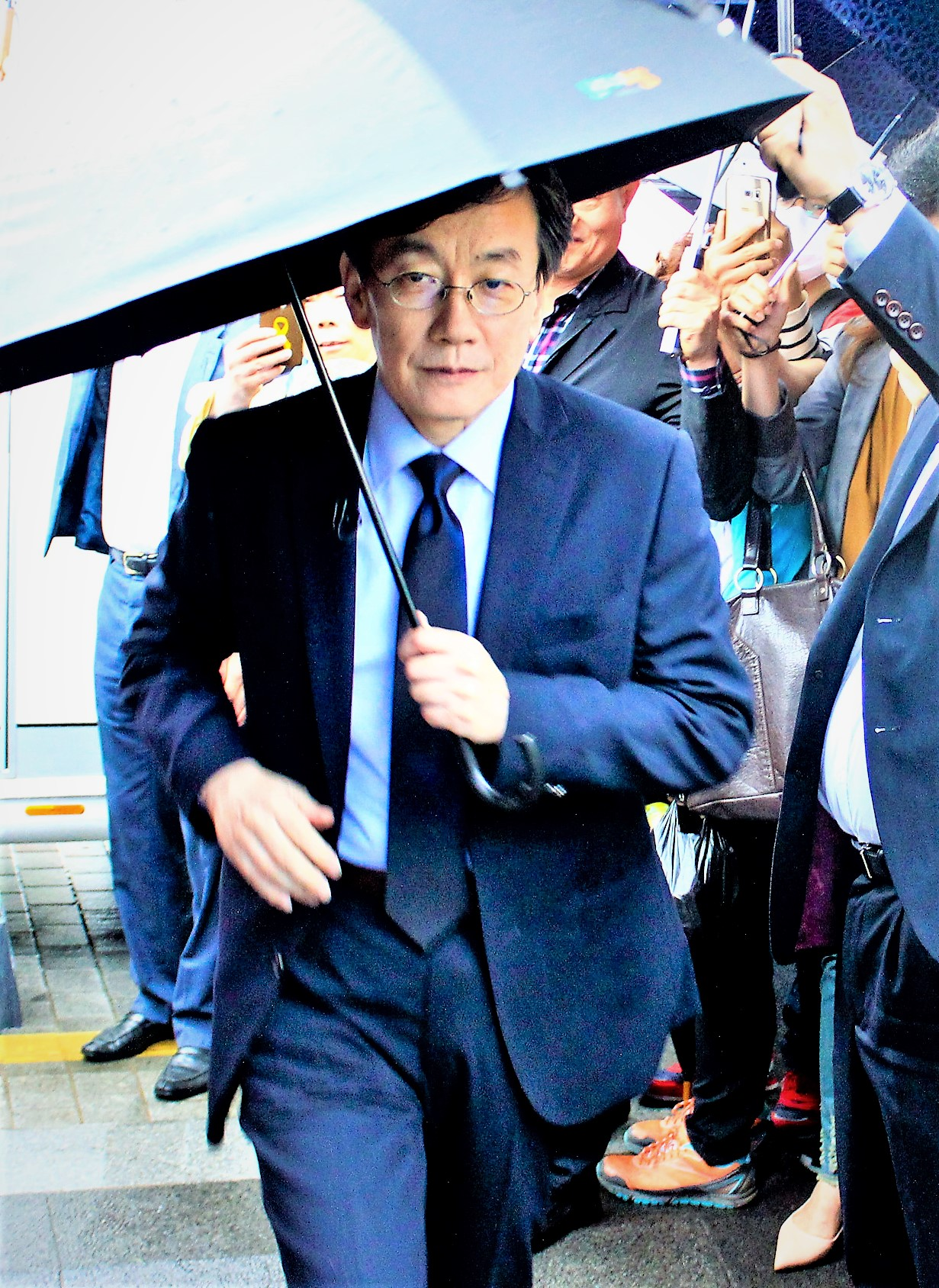

孫石熙（韓語：손석희，1956年6月20日—） 韓国记者、电视主持人、实业家。現任JTBC社長。

## 人物
1956年6月20日出生于汉城（今称首尔）。毕业于汉城龍江国民学校（서울용강초등학교）、徐羅伐中学校（서라벌중학교）、徽文高等學校、国民大学国語国文学科。
1984年以主持人进入文化放送（MBC），主持过新闻报道、裴哲秀音乐露营等节目。1987年至1989年，担任MBC報道局社会部記者、首爾市厅担当記者。
1997年～1999年，留学美国明尼苏达大学进修新闻课程，2000年归国后担任MBC《視線集中》（시선집중）节目主持人，直至至2013年，其间还担任过《MBC 100分討論》主持人。
2006年任韩国誠信女子大學媒体交流学科教授，直到2013年。
2013年离开MBC，进入中央日報下属电视台JTBC，任同社報道总括社長。
2016年亲自担任新闻节目《JTBC新闻室》（JTBC 뉴스룸）主持人，报道总统朴槿惠的国政機密漏洩事件（崔順实事件），受到全世界的关注。
2018年1月29日，檢察官徐智賢在 JTBC晚間新聞節目《JTBC新闻室》直播中，不僅公開自己被檢察官安泰根性騷擾的詳細情節，甚至還語出驚人地披露檢調體系內，甚至還存在性侵（韓文性暴力）問題。
2018年3月5號，曾被視為南韓進步派的政治明星、下屆總統大選熱門接班—忠清南道知事安熙正的隨行秘書金志恩，在JTBC電視台《JTBC新闻室》直播中，陳述自己任職的8個月間，不僅飽受性騷擾，更遭安熙正強暴4次。
2019年3月14日，在《JTBC新闻室》中，一位「李小姐」在攝影棚受訪。指控南韓檢警涉嫌吃案，包庇前法務部次長金學義的「特殊強姦犯罪」。並延燒出早在朴槿惠前總統任命前，警方就獲得線報對金學義展開調查，並確認性招待爭議事件，提交給青瓦台旗下的秘書官，當作總統任命前公職人員前，檢驗其操守的重要依據。但最後青瓦台卻未予理睬。
2020年1月2日，在主持完《JTBC新闻室》新年特别节目后，孙石熙告别主播台，转任JTBC共同社长。

## 脚注
1. ↑  MBC新人アナウンサー10人披露 「京郷新聞」 1984年3月27日付12面
2. 1 2  孫石熙教授、MBC離れJTBC報道総括社長に （页面存档备份，存于） Hikpop. 2013/05/10
3. ↑  [url=http://imnews.imbc.com/20dbnews/history/1989/1818592_13402.html （页面存档备份，存于） 웹사이트 MBC뉴스] Youtube
4. ↑  '100분 토론', 손석희 후임에 권재홍 기자 주식회사 연합뉴스 2009-11-05
5. 1 2  손석희, MBC 라디오 하차..JTBC행 보도부문 사장’ （页面存档备份，存于） OSEN 2013.05.09
6. ↑  朴大統領のスキャンダルを暴いた韓国No.1ジャーナリストの素顔「裏切り者」から英雄へ返り咲いた彼の思惑とは （页面存档备份，存于） Harbor Business ONLINE